# Audrey Tang
Audrey Tang (en chinois traditionnel : 唐鳳 ; née le 18 avril 1981 à Taipei avec comme nom 唐宗漢) est une programmeuse de logiciels libres, entrepreneuse et femme politique taïwanaise, connue pour avoir créé et dirigé le projet Pugs, un effort commun des communautés Haskell et Perl pour mettre en œuvre le langage Perl 6. En 2016, elle est nommée ministre sans portefeuille chargée du Numérique à Taïwan, dans le gouvernement de Lin Chuan.

## Biographie

### Jeunesse et formation
Née homme, Audrey Tang effectue sa transition (dont son changement de nom) en 2005, à l'âge de 24 ans. Elle se définit comme non-binaire.
Elle quitte l'école à l'âge de 14 ans pour suivre un enseignement mieux adapté à ses capacités et sa passion pour Internet, alors en plein développement. Elle monte rapidement sa première start-up. Elle est une ardente partisane de l'autodidaxie et de l'anarchisme individualiste.

### Informatique
Elle a contribué à l'internationalisation et à la localisation de divers programmes de logiciel libre, comme SVK, Kwiki, Request Tracker et Slash et dirigé des traductions en sinogrammes traditionnels pour des livres liés à l'open source.
Sur le CPAN, elle a lancé plus de 100 projets Perl, dont PAR, le Perl Archive Toolkit, un outil de paquetage et de déploiement pour Perl 5. Elle est aussi responsable des systèmes de gestion des tests de chauffe et de signature numérique pour CPAN.

### Carrière politique
Après sa carrière d'entrepreneuse, qui se déroule en partie dans la Silicon Valley, elle s'implique dans la politique taïwanaise. Elle rejoint un petit groupe de hackers citoyens appelé g0v (en) et fournit une aide logistique au Mouvement des Tournesols au printemps 2014, pendant lequel des étudiants occupent pacifiquement le parlement taïwanais pendant trois semaines,. Les projets de g0v attirent l'attention des personnalités politiques élues dans les mois qui suivent. Audrey Tang participe au développent de vTaiwan, un processus de co-construction des lois en lien avec le monde numérique,,. Le 1er octobre 2016, elle devient la première ministre trans au monde, en accédant au poste de ministre sans portefeuille, chargée du Numérique, dans le gouvernement de Lin Chuan, sous la présidence de Tsai Ing-wen,.
En 2020, durant la pandémie de Covid-19, Audrey Tang coordonne une initiative de hacker, qui consiste en une carte qui représente les stocks de masques de Taïwan et les lieux où ils se trouvent.
En décembre 2021, Audrey Tang est invitée à participer à une conférence organisée par le gouvernement sud-coréen sur l'industrie 4.0. Cette invitation est annulée peu avant la conférence par le gouvernement sud-coréen en raison des tensions entre Taïwan et la république populaire de Chine. Le ministère des Affaires étrangères de Taïwan émet une plainte officielle auprès du représentant sud-coréen dans l'île (la Corée du Sud n'a pas d'ambassadeur mais un chef de la mission coréenne à Taïwan),.
Près de six ans après son entrée au gouvernement, elle est désignée pour prendre la tête du nouveau ministère des Affaires numériques. Elle reste en poste jusqu'à la fin du deuxième mandat présidentiel de Tsai Ing-wen.